# Campeonato Europeo de Patinaje de Velocidad sobre Hielo en Distancia Individual de 2018
El I Campeonato Europeo de Patinaje de Velocidad sobre Hielo en Distancia Individual se celebró en Kolomna (Rusia) del 5 al 7 de enero de 2018 bajo la organización de la Unión Internacional de Patinaje sobre Hielo (ISU) y la Federación Rusa de Patinaje sobre Hielo.
Las competiciones se realizaron en el Centro de Patinaje sobre Hielo de la ciudad rusa.

## Calendario
| Fecha      | Prueba                    |
| ---------- | ------------------------- |
| 5 de enero | 500 m F                   |
| 5 de enero | 500 m M                   |
| 5 de enero | 1500 m F                  |
| 5 de enero | 1500 m M                  |
| 6 de enero | 1000 m F                  |
| 6 de enero | 1000 m M                  |
| 6 de enero | 3000 m F                  |
| 6 de enero | 5000 m M                  |
| 7 de enero | Persecución por equipos F |
| 7 de enero | Persecución por equipos M |
| 7 de enero | Velocidad por equipos F   |
| 7 de enero | Velocidad por equipos M   |
| 7 de enero | Salida en grupo F         |
| 7 de enero | Salida en grupo M         |

## Medallistas

### Masculino
| Evento                          | Oro                                                                       | Plata                                                                        | Bronce                                                                  |
| ------------------------------- | ------------------------------------------------------------------------- | ---------------------------------------------------------------------------- | ----------------------------------------------------------------------- |
| 500 m (05.01)                   | Ronald Mulder · Países Bajos · 34,80 s                                    | Mika Poutala · Finlandia · 34,85 s                                           | Pavel Kulizhnikov · Rusia · 34,85 s                                     |
| 1000 m (06.01)                  | Pavel Kulizhnikov · Rusia · 1:08,84                                       | Denis Yuskov · Rusia · 1:08,92                                               | Nico Ihle · Alemania · 1:08,95                                          |
| 1500 m (05.01)                  | Denis Yuskov · Rusia · 1:44,53                                            | Thomas Krol · Países Bajos · 1:45,20                                         | Koen Verweij · Países Bajos · 1:46,40                                   |
| 5000 m (06.01)                  | Nicola Tumolero · Italia · 6:16,85                                        | Alexandr Rumiantsev · Rusia · 6:18,13                                        | Marcel Bosker · Países Bajos · 6:20,45                                  |
| Velocidad por equipos (07.01)   | Rusia · Ruslan Murashov · Pavel Kulizhnikov · Denis Yuskov · 1:19,38      | Finlandia · Harri Levo · Pekka Koskela · Mika Poutala · 1:21,19              | Polonia · Artur Nogal · Piotr Michalski · Sebastian Kłosiński · 1:21,29 |
| Persecución por equipos (07.01) | Países Bajos · Jan Blokhuijsen · Marcel Bosker · Simon Schouten · 3:42,79 | Rusia · Danila Semerikov · Serguei Griaztsov · Alexandr Rumiantsev · 3:44,59 | Polonia · Jan Szymański · Adrian Wielgat · Zbigniew Bródka · 3:52,60    |
| Salida en grupo (07.01)         | Jan Blokhuijsen · Países Bajos · 8:23,19                                  | Andrea Giovannini · Italia · 8:23,28                                         | Ruslan Zajarov · Rusia · 8:23,37                                        |

### Femenino
| Evento                          | Oro                                                                         | Plata                                                                         | Bronce                                                                        |
| ------------------------------- | --------------------------------------------------------------------------- | ----------------------------------------------------------------------------- | ----------------------------------------------------------------------------- |
| 500 m (05.01)                   | Vanessa Herzog · Austria · 37,69 s                                          | Anguelina Golikova · Rusia · 38,04 s                                          | Karolína Erbanová · República Checa · 38,18 s                                 |
| 1000 m (06.01)                  | Yekaterina Shijova · Rusia · 1:15,34                                        | Vanessa Herzog · Austria · 1:15,44                                            | Marrit Leenstra · Países Bajos · 1:15,74                                      |
| 1500 m (05.01)                  | Lotte van Beek · Países Bajos · 1:55,52                                     | Yekaterina Shijova · Rusia · 1:56,57                                          | Marrit Leenstra · Países Bajos · 1:56,58                                      |
| 3000 m (06.01)                  | Esmee Visser · Países Bajos · 4:05,31                                       | Carlijn Achtereekte · Países Bajos · 4:06,81                                  | Natalia Voronina · Rusia · 4:07,62                                            |
| Velocidad por equipos (07.01)   | Rusia · Anguelina Golikova · Olga Fatkulina · Yelizaveta Kazelina · 1:26,71 | Países Bajos · Mayon Kuipers · Sanneke de Neeling · Letitia de Jong · 1:28,65 | Noruega · Martine Ripsrud · Anne Gulbrandsen · Sofie Haugen · 1:31,88         |
| Persecución por equipos (07.01) | Países Bajos · Marrit Leenstra · Lotte van Beek · Melissa Wijfje · 2:59,34  | Rusia · Olga Graf · Yekaterina Shijova · Natalia Voronina · 3:01,88           | Alemania · Roxanne Dufter · Gabriele Hirschbichler · Michelle Uhrig · 3:05,03 |
| Salida en grupo (07.01)         | Francesca Lollobrigida · Italia · 8:38,69                                   | Francesca Bettrone · Italia · 8:38,74                                         | Vanessa Herzog · Austria · 8:39,33                                            |

## Medallero
| Núm. | País            | Oro | Plata | Bronce | Total |
| ---- | --------------- | --- | ----- | ------ | ----- |
| 1    | Países Bajos    | 6   | 3     | 4      | 13    |
| 2    | Rusia           | 5   | 6     | 3      | 14    |
| 3    | Italia          | 2   | 2     | 0      | 4     |
| 4    | Austria         | 1   | 1     | 1      | 3     |
| 5    | Finlandia       | 0   | 2     | 0      | 2     |
| 6    | Alemania        | 0   | 0     | 2      | 2     |
| 6    | Polonia         | 0   | 0     | 2      | 2     |
| 8    | Noruega         | 0   | 0     | 1      | 1     |
| 8    | República Checa | 0   | 0     | 1      | 1     |
|      | TOTAL           | 14  | 14    | 14     | 42    |